# 跃进村街道
跃进村街道，是中华人民共和国重庆市大渡口区下辖的一个乡镇级行政单位。

## 行政区划
跃进村街道下辖以下地区：
跃新社区、大堰社区、堰兴社区、钢堰社区、东正社区、革新社区、渝钢社区、马王街社区、钢铁社区和跃进社区。